# المپیک تابستانی ۱۹۸۴
المپیک تابستانی ۱۹۸۴ (در انگلیسی: Games of the XXIII Olympiad) که به‌طور رسمی با نام «بازی‌های المپیاد بیست و سوم» شناخته می‌شود، از ۲۸ ژوئیه ۱۹۸۴ تا ۱۲ اوت ۱۹۸۴ میلادی در شهر لس‌آنجلس در ایالت کالیفرنیای آمریکا و با حضور ۶٬۷۹۷ ورزشکار زن و مرد از ۱۴۰ کشور جهان و در ۲۳ رشته ورزشی برگزار شد.

## انتخاب میزبان
پس از قتل ورزشکاران اسرائیلی توسط چند فلسطینی در المپیک ۱۹۷۲ مونیخ و بدهی های قابل توجه مالی المپیک ۱۹۷۶ مونترال و تحریم‌های سیاسی، چند شهر تا اواخر دهه ۱۹۷۰ مایل به میزبانی در المپیک تابستانی بودند ولی با این وجود در نهایت تنها دو شهر (تهران و لس آنجلس) برای میزبانی بازی‌های المپیک ۱۹۸۴ پیشنهادها جدی را ارائه دادند. لس آنجلس برای اخذ میزبانی دو دوره بازیهای المپیک تابستانی ۱۹۷۶ و ۱۹۸۰ ناموفق بود. کمیته المپیک ایالات متحده آمریکا (USOC) از سال ۱۹۴۴ حداقل یک پیشنهاد برای هر دوره المپیک ارسال کرده بود، با این حال از المپیک ۱۹۳۲، لس آنجلس در گرفتن میزبانی بازی‌ها موفق نشده بود. ولی در هشتادمین جلسه IOC در تاریخ ۱۸ مه ۱۹۷۸ در آتن، لس آنجلس به عنوان میزبان رسمی بازی های المپیک تابستانی ۱۹۸۴ اعلام شد.

## پیشنهاد اولیه تهران برای میزبانی المپیک ۱۹۸۴
ایران که میزبانی بازی‌های آسیایی ۱۹۷۴ را در شهریور ۱۳۵۳ با موفقیت برگزار کرده بود، برنامه داشت که مسابقات المپیک ۱۹۸۴ و در آینده نزدیک، جام جهانی فوتبال را میزبانی کند. ایران در حالی پیشنهاد میزبانی خود را در ۲۹ آگوست سال ۱۹۷۵ (۷ شهریور ۱۳۵۴) تقدیم کمیته بین‌المللی المپیک (IOC) کرد که روی سه ورزشگاه خوب تهران، ورزشگاه صد هزار نفری غرب (ورزشگاه آزادی حاضر)، ورزشگاه ۴۰ هزار نفری شرق (ورزشگاه تختی حاضر) و ورزشگاه ۳۰ هزار نفری (شیرودی حاضر) حساب کرده بود. ایران می توانست اولین کشور غیراروپایی و آمریکایی میزبان المپیک باشد. قرار بود ورزشگاهی در اهواز (همان الگوی غدیر حال حاضر)، ورزشگاهی در تبریز در کنار توسعه باغ شمال، ورزشگاهی در رشت، ورزشگاهی مجهز در اصفهان و شیراز ساخته و تدارک شود. ایران همچنین تصمیم داشت مسابقات جام جهانی را در ۳ ورزشگاه تهران، ۲ ورزشگاه تبریز، ورزشگاه اهواز ، ورزشگاه اصفهان، ورزشگاه شیراز و ورزشگاه رشت برگزار کند.
احتمالا، تغییرات ایران در ماههای اولیه سال ۱۳۵۷ باعث شد که در جلسه رسمی کمیته بین‌المللی المپیک (IOC) در تاریخ ۱۸ مه ۱۹۷۸ در آتن (۲۸ اردیبهشت ۱۳۵۷)، شهر لس آنجلس، بدون رقیب دیگری، به عنوان میزبان رسمی المپیک تابستانی ۱۹۸۴ در نظر گرفته شود. بر خلاف ادعای بسیاری از سایت ها، هیچ نامه یا سند رسمی دال بر بازپس گیری پیشنهاد میزبانی از طرف خود ایران، در اوایل سال ۱۳۵۷ یا قبل از آن، وجود ندارد (بعضی از سایتها ادعا دارند که ایران درخواست میزبانی را در ماه جون ۱۹۷۵، خرداد ۱۳۵۴، پس گرفته در صورتی که این ادعا اشتباه به نظر می رسد چون ایران درخواست میزبانی را تازه در ۲۹ آگوست سال ۱۹۷۵، ۷ شهریور ۱۳۵۴، تقدیم کمیته بین‌المللی المپیک کرده است).

## تحریم بازی‌ها
اتحاد جماهیر شوروی و برخی از متحدین آن به تلافی تحریم ایالات متحده آمریکا در بازی‌های المپیک تابستانی ۱۹۸۰ مسکو از شرکت در این دوره از بازی‌ها امتناع کردند. اما جمهوری خلق چین برای اولین بار هیئت ورزشی خود را عازم بازی‌های المپیک نمود.

## ورزش‌ها
| - ورزش‌های آبی - شیرجه (4) - شنا (29) - شنای موزون (2) - واترپلو (1) - تیراندازی با کمان (2) - دو و میدانی (41) - بسکتبال (2) - بوکس (12) | - کانو و کایاک (12) - دوچرخه‌سواری - جاده (3) - پیست (5) - سوارکاری - درساژ (2) - اونتینگ (2) - پرش نمایشی (2) | - شمشیربازی (8) - هاکی روی چمن (2) - فوتبال (1) - ژیمناستیک - هنری (14) - ریتمیک (1) - هندبال (2) - جودو (8) - پنج‌گانه مدرن (2) | - روئینگ (14) - قایقرانی بادبانی (7) - تیراندازی (11) - والیبال (2) - وزنه‌برداری (10) - کشتی - آزاد (10) - فرنگی (10) |

### ورزش‌های غیررسمی
- بیسبال
- تنیس

## کشورهای شرکت کننده
| - الجزایر (۳۲) - آندورا (۲) - آنتیگوآ و باربودا (۱۳) - آرژانتین (۸۷) - استرالیا (۲۴۶) - اتریش (۱۰۲) - باهاما (۲۲) - بحرین (۱۰) - بنگلادش (۱) - باربادوس (۱۶) - بلژیک (۶۷) - بلیز (۱۱) - بنین (۳) - برمودا (۱۲) - بوتان (۶) - بولیوی (۱۲) - بوتسوانا (۷) - برزیل (۱۵۱) - جزایر ویرجین بریتانیا (۹) - میانمار (۱) - کامرون (۴۹) - کانادا (۴۳۹) - جزایر کیمن (۸) - جمهوری آفریقای مرکزی (۲) - چاد (۳) - شیلی (۵۷) - چین (۲۱۹) - کلمبیا (۳۷) - جمهوری کنگو (۱۰) - کاستاریکا (۲۸) - قبرس (۱۰) - دانمارک (۶۳) - جیبوتی (۳) - جمهوری دومینیکن (۳۹) - اکوادور (۱۰) - مصر (۱۱۴) - السالوادور (۱۰) - گینه استوایی (۵) - فیجی (۱۵) - فنلاند (۸۸) - فرانسه (۲۴۳) - گابن (۴) - گامبیا (۷) - آلمان غربی (۳۹۴) - غنا (۲۳) - بریتانیای کبیر (۳۳۸) - یونان (۵۱) - گرنادا (۷) - گواتمالا (۲۴) - گینه (۳) - گویان (۶) - هائیتی (۴) - هندوراس (۱۲) - هنگ کنگ (۴۸) - ایسلند (۳۲) - هند (۴۸) - اندونزی (۱۶) - عراق (۲۴) - ایرلند (۴۳) - اسرائیل (۳۱) - ایتالیا (۳۰۵) - ساحل عاج (۱۲) - جامائیکا (۴۵) - ژاپن (۲۴۷) - اردن (۱۲) - کنیا (۶۰) - کره جنوبی (۲۰۴) - کویت (۲۳) - لبنان (۲۱) - لسوتو (۴) - لیبریا (۹) - لیختن‌اشتاین (۷) - لوکزامبورگ (۵) - ماداگاسکار (۴) - مالاوی (۱۵) - مالزی (۲۱) - مالی (۴) - مالت (۸) - موریتانی (۴) - موریس (۴) - مکزیک (۹۹) - موناکو (۸) - مراکش (۴۰) - موزامبیک (۹) - نپال (۱۱) - هلند (۱۲۷) - آنتیل هلند (۸) - نیوزیلند (۱۳۰) - نیکاراگوئه (۲۵) - نیجر (۳) - نیجریه (۳۳) - نروژ (۱۰۴) - عمان (۱۶) - پاکستان (۲۹) - پاناما (۸) - پاپوآ گینه نو (۷) - پاراگوئه (۱۴) - پرو (۳۸) - فیلیپین (۲۰) - پرتغال (۳۹) - پورتوریکو (۵۱) - قطر (۲۷) - رومانی (۱۲۵) - رواندا (۳) - سان مارینو (۱۹) - عربستان سعودی (۴۰) - سنگال (۲۴) - سیشل (۹) - سیرالئون (۷) - سنگاپور (۵) - جزایر سلیمان (۳) - سومالی (۷) - اسپانیا (۱۸۵) - سری‌لانکا (۴) - سودان (۵) - سورینام (۵) - سوازیلند (۸) - سوئد (۱۷۶) - سوئیس (۱۲۹) - سوریه (۷) - چین تایپه (۵۹) - تانزانیا (۱۸) - تایلند (۳۵) - توگو (۶) - تونگا (۷) - ترینیداد و توباگو (۱۶) - تونس (۲۳) - ترکیه (۴۷) - اوگاندا (۲۶) - امارات متحده عربی (۷) - ایالات متحده آمریکا (۶۱۵) (میزبان) - اروگوئه (۱۹) - ونزوئلا (۲۶) - جزایر ویرجین (۳۳) - ساموآ (۸) - یمن شمالی (۲) - یوگسلاوی (۱۴۳) - زئیر (۸) - زامبیا (۱۶) - زیمبابوه (۱۶) |

## جدول مدال‌ها
| رتبه | کشورها                       | طلا | نقره | برنز | مجموع |
| ۱    | ایالات متحده آمریکا (میزبان) | ۸۳  | ۶۱   | ۳۰   | ۱۷۴   |
| ۲    | رومانی                       | ۲۰  | ۱۶   | ۱۷   | ۵۳    |
| ۳    | آلمان غربی                   | ۱۷  | ۱۹   | ۲۳   | ۵۹    |
| ۴    | چین                          | ۱۵  | ۸    | ۹    | ۳۲    |
| ۵    | ایتالیا                      | ۱۴  | ۶    | ۱۲   | ۳۲    |
| ۶    | کانادا                       | ۱۰  | ۱۸   | ۱۶   | ۴۴    |
| ۷    | ژاپن                         | ۱۰  | ۸    | ۱۴   | ۳۲    |
| ۸    | نیوزیلند                     | ۸   | ۱    | ۲    | ۱۱    |
| ۹    | یوگسلاوی                     | ۷   | ۴    | ۷    | ۱۸    |
| ۱۰   | کره جنوبی                    | ۶   | ۶    | ۷    | ۱۹    |